# Subic Bay Freeport Zone

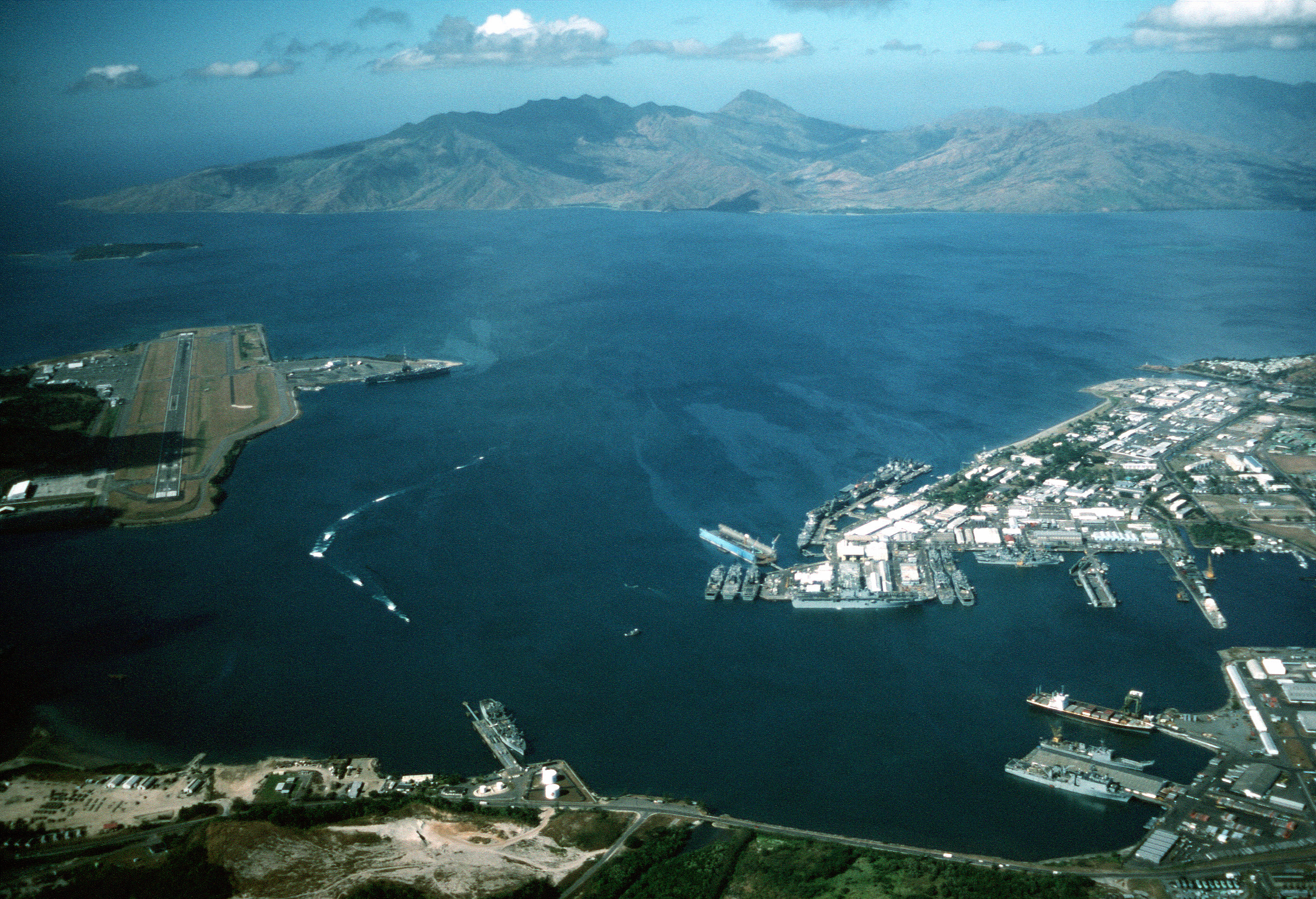
Het oostelijke deel van de Subicbaai in 1990, toen het Amerikaanse leger het gebied nog huurde.

Subic Bay Freeport Zone (SBF) is een bijzondere economische zone in het westen van het Filipijnse eiland Luzon. SBF werd in 1992 gecreëerd op het moment dat het Amerikaanse leger Subic Bay Naval Base verliet. De zone kent lagere belastingen dan elders in het land en wordt bestuurd door de Subic Bay Metropolitan Authority (SBMA), een voor dit doel ingestelde overheidsorganisatie. SBF wordt verder gekenmerkt door de aanwezigheid van een vliegveld en een diepzeehaven, beide aangelegd in de tijd dat de VS Subic Bay controleerde.

## Bedrijfsactiviteiten
De soort bedrijvigheid die het meeste banen en kapitaal heeft gebracht is scheepsbouw. HHIC-Phil, onderdeel van Hanjin Shipping, bouwt aan de oostzijde van de baai containerschepen en tankers. Op de landpunt grenzend aan de landingsbaan van Subic's vliegveld is een containerhaven aangelegd. Verder vindt er reparatie, schoonmaak en renovatie van schepen plaats en zijn mede door het vliegveld logistieke bedrijven aangetrokken.
Het Braziliaanse mijnbouwbedrijf Vale heeft in Subic Bay een drijvend overslagpunt gemaakt voor ijzererts. Het erts wordt met grote bulkcarriers van de Valemaxklasse aangevoerd vanuit Brazilië en in de Filipijnen overgeslagen op kleinere schepen. De zeer grote Valemax schepen, met een diepgang tot 23 meter, kunnen niet alle Aziatische havens binnenvaren, maar de kleinere schepen wel. De speciaal hiervoor omgebouwde Ore Fabrica en Ore Sossego verzorgen de overslag en kunnen ook tijdelijk erts opslaan in het eigen ruim. Beide schepen zijn uitgerust met vijf zware Liebherr kranen voor het lossen van schepen. Elke kraan kan per keer 50 m³ erts oppakken. De schepen zijn voorzien van transportbanden die het erts van het ruim naar de twee laders brengen. De kleinere shuttleschepen worden geladen met een snelheid van 3.000 ton erts per uur per lader.

## Recreatie
Hoewel Subic een havengebied is, is het anderzijds een recreatiegebied. Het gebied kent een concentratie van hotels, er zijn onder meer een maritiem museum, een dolfinarium (Ocean Adventure) en een safaripark (Zoobic Safari) gevestigd. Op enige afstand van Subic zijn enkele parkgebieden te bezoeken.